# Frank Jelinski
Frank Jeliński, né le 23 mai 1958 à Bad Münder, est un pilote automobile allemand sur circuits à bord de voitures de sport type Grand Tourisme et Sport-prototypes.

## Biographie
Il dispute sa carrière de compétiteur automobile régulièrement entre 1977 (à Zolder, en DARM) et 1999 (à Magny-Cours, bien que de retour aux 1 000 kilomètres du Nürburgring en 2008 sur BMW M3 -alors encore 7e-). 
Il effectue régulièrement des compétitions du championnat du monde des voitures de sport de 1984 à 1990.
Il participe aux 24 Heures du Mans à dix reprises entre 1983 et 1995 (six fois pour Joest Racing), terminant quatre fois dans les dix premiers, et troisième en 1988 (avec Louis Krages et Stanley Dickens), puis quatrième en 1990 (avec Hans-Joachim Stuck et Derek Bell, 7es l'année suivante). En 1991 il termine 10e du DTM sur Audi V8 quattro.

## Palmarès

### Titres
- Double Champion d'Allemagne de Formule 3, en 1980 et 1981 (sur Ralt-Toyota, 6 victoires pour le Bertram Schäfer Racing);
  - 4e de Formule Super Vee Europe 1979 (1 victoire);
  - 4e du Championnat du monde pilotes des voitures de sport 1986, essentiellement sur Porsche 962C (3e de la Supercoupe);
  - 5e du Championnat du monde pilotes des voitures de sport 1989 (8e en 1988);

### Victoires et podiums notables

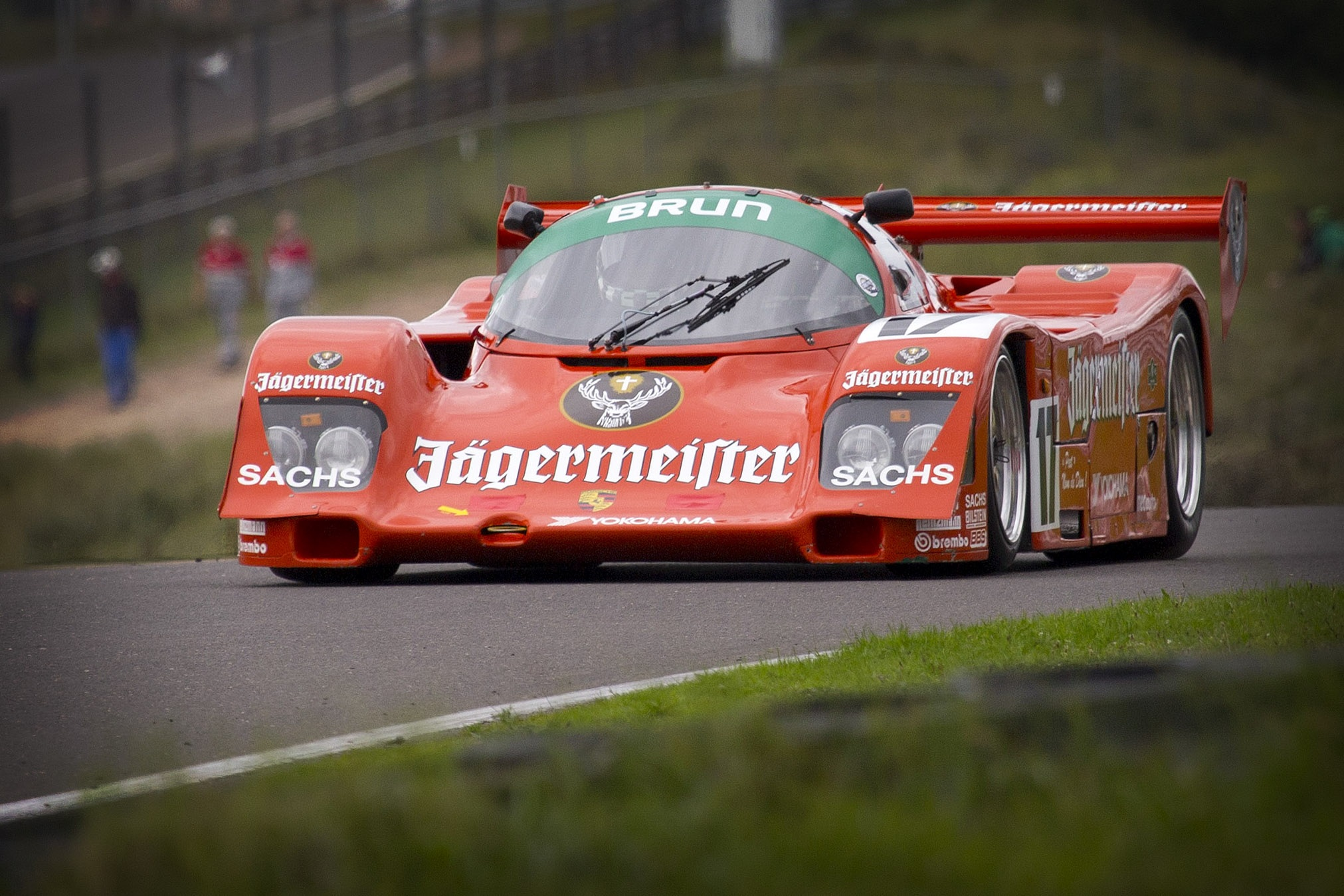
La Porsche 962C Brun Motorsport de 1986.

- 1 000 kilomètres de Spa 1986, avec Thierry Boutsen sur Porsche 962C (de Brun Motorsport);
- 480 kilomètres de Dijon 1989 (Coupe de Dijon), avec Bob Wollek sur Porsche 962C;
- Trophée du Norisring 1989, sur Porsche 962C (Joest Racing, "Supercoupe");
- 24 Heures de Daytona 1991, avec Hurley Haywood, John Winter, Henri Pescarolo et Bob Wollek sur Porsche 962C (Joest Racing);
  - 2e des 12 Heures de Sebring 1988 avec "Winter" et Barilla sur Porsche 962;
  - 2e des 1 000 kilomètres de Fuji 1986 (avec Dickens; 3e en 1988 avec "Winter");
  - 3e des 1 000 kilomètres de Brands Hatch 1986 (avec Boursen);
  - 3e des 1 000 kilomètres de Monza 1987 (avec Pareja Larrauri);
  - 3e des 1 000 kilomètres de Suzuka 1989 (avec
  - 4e des 1 000 kilomètres du Nürburgring 1988 (avec "Winter");
  - 4e des 12 Heures de Sebring 1991 (avec Pescarolo et "Winter").

(nb: également deuxième de classe GT2 en 1955 au Mans, sur Corvette Callaway)